# Anil Ambani

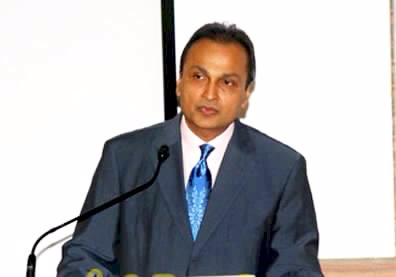
Anil Ambani in 2009

Anil Dhirubhai Ambani (Gujarati અનિલ અંબાણી Anil Ambānī) (* 4. Juni 1959 in Mumbai) ist ein indischer Geschäftsmann. Er ist Vorsitzender der Reliance Group (auch bekannt als Reliance - Anil Dhirubhai Ambani Group), welche 2005 gegründet wurde. Ambani ist laut Forbes mit einem Vermögen von 3,3 Milliarden US-Dollar auf 29. Stelle der reichsten Menschen Indiens.
Er ist einer der größten Bollywood-Produzenten. Ihm gehören 44 Radiostationen, Animation-Studios und mehrere Multiplex-Kinos in ganz Indien. Er ist verheiratet mit der ehemaligen Bollywood-Schauspielerin Tina Munim und hat mit dieser zwei Söhne.

## Frühes Leben
Anil Dhirubhai Ambani wurde am 4. Juni 1959 in Mumbai (Maharashtra) als Sohn von Dhirajlal Hirachand Ambani geboren, lebt in Mumbai und hat zwei Brüder (darunter Mukesh Ambani). Er studierte am K.C. College der Universität Mumbai und erwarb dort den Bachelor of Science. Anschließend erwarb er an der Wharton School der Universität von Pennsylvania den Master of Business Administration.

## Karriere
Anil Dhirubhai Ambani ist einer der führenden Geschäftsmänner Indiens und Gründer der Reliance Group. Heute ist er Vorsitzender der Reliances Group, inklusive Reliance Communications, Reliance Capital, Reliance Infrastructure, und Reliance Power. 1983 trat er als Co-Chef dem Unternehmen seines Vaters Dhirajlal Hirachand Ambani bei.
Nach dem Tod seines Vaters 2002 übernahm er die Führung des Unternehmens und erweiterte es zu einer Gruppe um die Bereiche Telekommunikation, Unterhaltung, Finanzen, Elektrizität und Infrastruktur.
Er ist Mitglied des Entwicklungsrates des indischen Bundesstaates Uttar Pradesh. Von 2004 bis 2006 gehörte Ambani dem Oberhaus des indischen Parlamentes (Rajya Sabha) für die Samajwadi Party an. Ambanis Ehefrau ist die frühere Bollywood-Schauspielerin Tina Munim.